# Zyzdrój Wielki
Zyzdrój Wielki – jezioro w Polsce, położone w województwie warmińsko-mazurskim, w powiecie mrągowskim, w gminie Piecki, nad miejscowością Nowy Zyzdrój.

## Ukształtowanie
Zbiornik łączy się przewężeniem z jeziorem Zyzdrój Mały. Brzegi jeziora przeważnie wysokie, miejscami strome, porośnięte w większości lasem, a w rejonie połączenia z jeziorem Zyzdrój Mały są niskie i podmokłe. Linia brzegowa jest prawie całkowicie pozbawiona roślinności szuwarowej z powodu dużych wahań poziomu wody.
Przez jezioro przebiega szlak kajakowy rzeki Krutyni. Jezioro objęte jest strefą ciszy. Zasilanie zbiornika następuje wodami Krutyni a odpływ poprzez jezioro Zyzdrój Mały do Jeziora Spychowskiego.
Na terenie zlewni całkowitej Jeziora Zyzdrój Wielki położonych jest wiele miejscowości, takich jak: Babięta, Rybno, Sorkwity a także leżą liczne jeziora, np. Białe, Gant, Krawno, Babięta Wielkie, Piłakno.

## Dane morfometryczne
Powierzchnia zwierciadła wody wynosi 210,0 ha, głębokość maksymalna 14,5 m, głębokość średnia 4,9 m, objętość jeziora 10247,3 tys. m³, powierzchnia zlewni całkowitej 409,0 km², wysokość 126,3 m n.p.m. Zlewnię bezpośrednią, obejmującą 231,8 ha w 76,2% porastają lasy.